# 베르나르 블리에
베르트랑 블리에(Bernard Blier, 1916년 1월 11일 ~ 1989년 3월 29일)는 프랑스의 배우이다. 아르헨티나 부에노스아이레스 출신이며 그의 아버지는 파스퇴르 연구소 연구원으로 근무한 경력을 갖고 있다.
1937년부터 1989년까지 138편에 달하는 영화, 희극, 드라마에 출연했고 1989년에는 세자르상 공로상을 수상했다. 영화 감독인 베르트랑 블리에의 아버지이기도 하다.

## 출연 작품
- 파가니니 (1989)
- 더 포제스드 (1988)
- Mangeclous (1988)
- 나는 삐까리 (1988)
- 모스크바 신드롬 (1986)
- 세리 누아르 (1979)
- 차가운 찬장 (1979)
- 암흑가의 최후 (1972)
- 스파이 오퍼레이션 (1972)
- 투 캐치 어 스파이 (1971)
- 삐에르의 25시 (1970)
- 쾌걸 벵자벵 (1969)
- 이방인 (1967)
- 하이 라이퍼스 (1965)
- 오너의 질문 (1965)
- 남자를 좇는 여인 (1964)
- 동지 (1963)
- 혁명가 마티아스 (1962)
- 더 매그니피슨트 트램프 (1959)
- 위험한 초대 (1959)
- 레미제라블 디 오리지널 (1958)
- 명문가 슈들레 (1958)
- 죄와 벌 (1956)
- 부정 서류 (1955)
- 오르페브르의 부두 (1947)
- 꽃이 있는 부두 (1944)
- 카르멘 (1944)
- 기이한 밤 (1942)
- 산타클로스의 암살 (1941)
- 새벽 (1939)
- 북호텔 (1938)
- 낙서 (1937)